# Astur de Campo Sarracina
Astur de Campo Sarracina (Durazno, 22 de junio de 1887-Ib., 21 de abril de 1972) fue un escritor, periodista y político uruguayo. Presidió el Consejo Departamental de Administración de Durazno entre 1929 y 1931. Su obra literaria quedó plasmada en el libro de poemas Por Causes Turbulentos.

## Biografía
Nació en la ciudad de Durazno donde cursó sus estudios secundarios en el Liceo Habilitado de dicha ciudad.
A fines de 1903 es reclutado por el General Benavides para combatir el levantamiento de Aparicio Saravia que desembocaría en la Revolución de 1904. En los campos de Paysandú deserta para unirse a las fuerzas revolucionarias del Partido Nacional.
Luego de permanecer unos años en Paysandú regresa a Durazno donde adquiere un campo y se decida a la producción ganadera. Desarrolla una intensa actividad gremial vinculada al agro participando en los inicios de la Federación Rural del Uruguay.
Ya afincado en Durazno comienza a publicar sus obras literarias, primero en el periódico local El Deber y luego en el periódico de su propiedad Por la Patria, donde además desarrolla una profusa labor periodística y de debate político. Integró la Agrupación Brigadier General Manuel Oribe dentro del Partido Nacional.
En 1929 es electo Presidente del Consejo Departamental de Administración de Durazno, cargo que ejerce hasta 1931.
Fallece el 21 de abril de 1972, en su ciudad natal.
La publicación de su libro de poemas Por Causes Turbulentos había quedado postergada por desencuentros con la imprenta. En 1974, luego de su muerte, un grupo de familiares logran publicar esta obra con prólogo a cargo del dramaturgo Orlando Aldama.